# Distretto di Kisbér
Il distretto di Kisbér (in ungherese Kisbéri járás) è un distretto dell'Ungheria, situato nella provincia di Komárom-Esztergom.